# Valbo-Ryrs landskommun
Valbo-Ryrs landskommun var en tidigare kommun i dåvarande Älvsborgs län.

## Administrativ historik
Kommunen inrättades som Ryrs landskommun i Ryrs socken i Valbo härad i Dalsland när 1862 års kommunalförordningar trädde i kraft 1863. 17 april 1885 namnändrades kommunen till Valbo-Ryr i särskiljande syfte.
Landskommunen upphörde vid kommunreformen 1952, då den gick upp i Ödeborgs landskommun, som upplöstes 1967 då denna del uppgick i Munkedals landskommun som 1971 ombildades till Munkedals kommun i dåvarande Göteborgs och Bohus län..